# Navarro County
Das Navarro County ist ein County im US-Bundesstaat Texas der Vereinigten Staaten. Das U.S. Census Bureau hat bei der Volkszählung 2020 eine Einwohnerzahl von 52.624 ermittelt. Der Sitz der County-Verwaltung (County Seat) befindet sich in Corsicana.

## Geographie
Das County liegt im mittleren Nordosten von Texas und hat eine Fläche von 2813 Quadratkilometern, wovon 203 Quadratkilometer Wasserfläche sind. Es grenzt im Uhrzeigersinn an folgende Countys: Henderson County, Freestone County, Limestone County, Hill County und Ellis County.

## Geschichte
Das Navarro County wurde am 25. April 1846 aus Teilen des Robertson County gebildet. Die Verwaltungsorganisation wurde am 13. Juli 1846 abgeschlossen. Benannt wurde es nach José Antonio Navarro (1795–1871), einem Unterzeichner der texanischen Unabhängigkeitserklärung und Abgeordneten in der State Legislature der Republik Texas. Auf dem texanischen Verfassungskonvent von 1845 war er der einzige Hispanic. Er befürwortete sowohl die Annexion von Texas durch die Vereinigten Staaten als auch die spätere Sezession dieses Bundesstaats im Jahr 1861. Erster County Seat des Navarro County war die Siedlung Chambers Creek.
Sechs Bauwerke und Bezirke im County sind im National Register of Historic Places („Nationales Verzeichnis historischer Orte“; NRHP) eingetragen (Stand 28. November 2021), darunter der Corsicana Commercial Historic District, das Navarro County Courthouse und die Synagoge Temple Beth-El.

## Demografische Daten

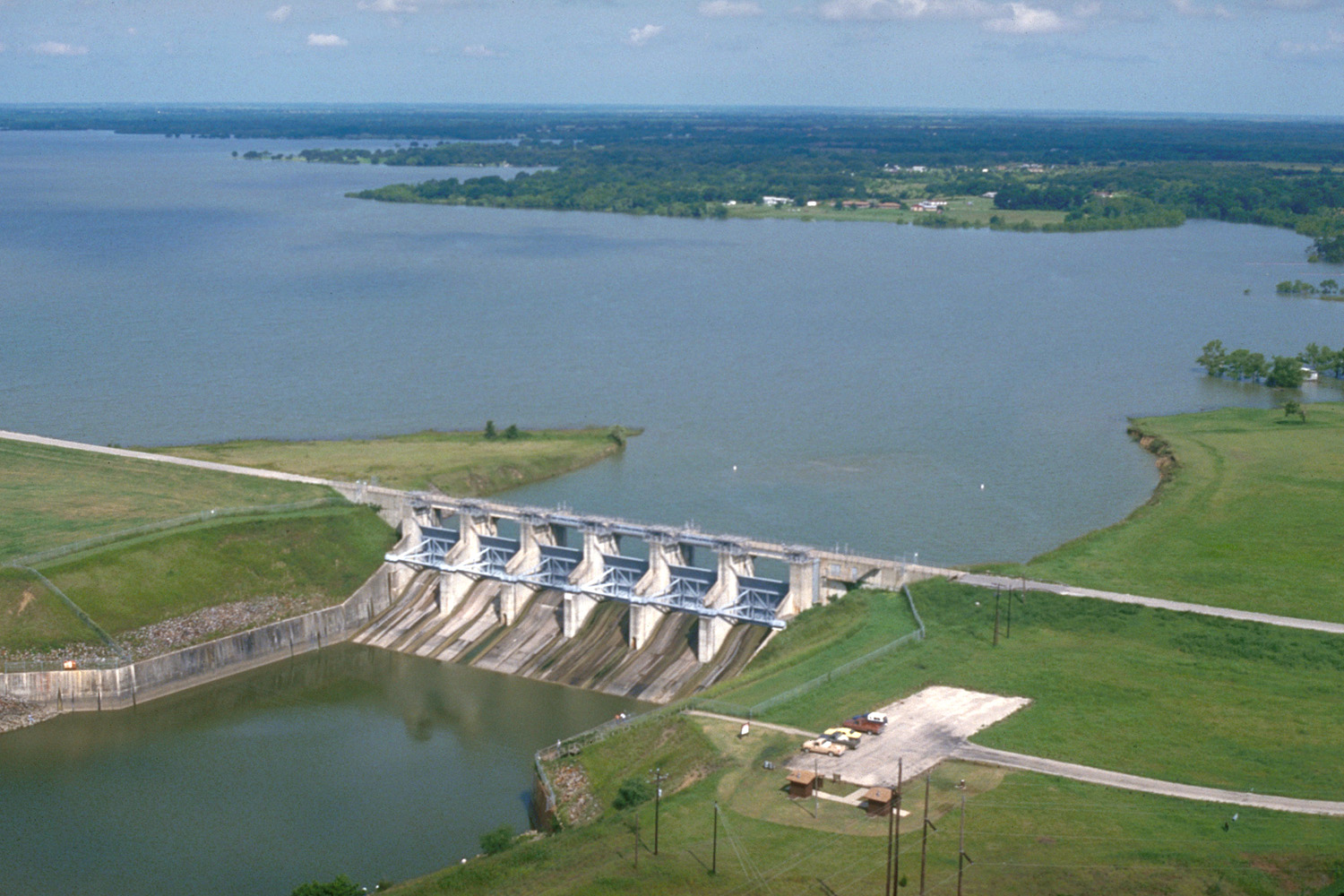
Der Navarro Mills Lake mit dem Navarro Mills Lake Dam

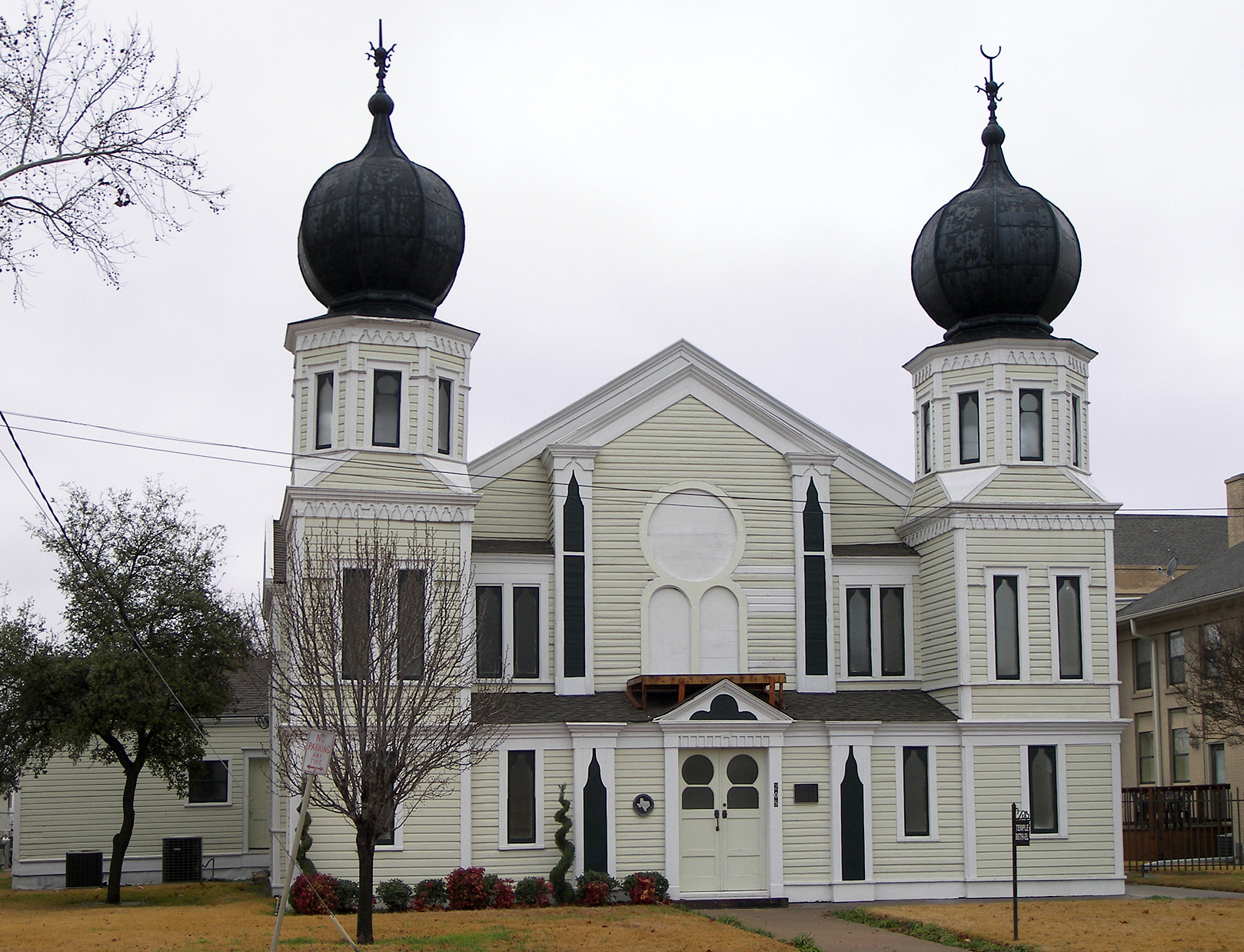
Temple Beth-El, gelistet im NRHP mit der Nr. 86003687

Nach der Volkszählung im Jahr 2000 lebten im Navarro County 45.124 Menschen in 16.491 Haushalten und 11.906 Familien. Die Bevölkerungsdichte betrug 17 Einwohner pro Quadratkilometer. Ethnisch betrachtet setzte sich die Bevölkerung zusammen aus 70,84 Prozent Weißen, 16,79 Prozent Afroamerikanern, 0,46 Prozent amerikanischen Ureinwohnern, 0,47 Prozent Asiaten, 0,33 Prozent Bewohnern aus dem pazifischen Inselraum und 9,45 Prozent aus anderen ethnischen Gruppen; 1,65 Prozent stammten von zwei oder mehr Ethnien ab. 15,76 Prozent der Einwohner waren spanischer oder lateinamerikanischer Abstammung.
Von den 16.491 Haushalten hatten 34,0 Prozent Kinder oder Jugendliche, die mit ihnen zusammen lebten. 55,7 Prozent waren verheiratete, zusammenlebende Paare 12,2 Prozent waren allein erziehende Mütter und 27,8 Prozent waren keine Familien. 24,1 Prozent waren Singlehaushalte und in 12,0 Prozent lebten Menschen im Alter von 65 Jahren oder darüber. Die durchschnittliche Haushaltsgröße betrug 2,65 und die durchschnittliche Familiengröße betrug 3,14 Personen.
27,2 Prozent der Bevölkerung war unter 18 Jahre alt, 9,9 Prozent zwischen 18 und 24, 26,9 Prozent zwischen 25 und 44, 21,5 Prozent zwischen 45 und 64 und 14,4 Prozent waren 65 Jahre alt oder älter. Das Medianalter betrug 35 Jahre. Auf 100 weibliche Personen kamen 97 männliche Personen und auf 100 Frauen im Alter von 18 Jahren oder darüber kamen 92,7 Männer.

Das jährliche Durchschnittseinkommen eines Haushalts betrug 31.268 US-Dollar, das Durchschnittseinkommen einer Familie betrug 38.130 USD. Männer hatten ein Durchschnittseinkommen von 30.112 USD, Frauen 20.972 USD. Das Prokopfeinkommen betrug 15.266 USD. 13,9 Prozent der Familien und 18,2 Prozent der Einwohner lebten unterhalb der Armutsgrenze.

## Orte
- Angus
- Barry
- Bazette
- Black Hills
- Blooming Grove
- Brushie Prairie
- Chatfield
- Cheneyboro
- Corbet
- Corsicana
- Cryer Creek
- Currie
- Dawson
- Drane
- Dresden
- Eldorado Center
- Elm Flat
- Emhouse
- Emmett
- Eureka
- Frost
- Goodlow Park
- Goodnight
- Kerens
- Mildred
- Montfort
- Mustang
- Navarro
- Navarro Mills
- Oak Valley
- Pelham
- Pickett
- Powell
- Purdon
- Pursley
- Raleigh
- Retreat
- Rice
- Richland
- Roane
- Rodney
- Round Prairie
- Rural Shade
- Samaria
- Silver City
- Spring Hill
- Union High
- Winkler